# Charles Hapgood
Charles Hutchins Hapgood (n. 17 mai 1904, New York City, New York, SUA – d. 21 decembrie 1982, Greenfield⁠(d), Massachusetts, SUA) a fost un profesor de colegiu și scriitor american care a devenit unul dintre cei mai cunoscuți susținători ai inversării polilor cu rezultate catastrofale.

## Biografie
Hapgood a obținut în 1929 o diplomă de master în istorie medievală și modernă la Universitatea Harvard. Teza sa de doctorat despre Revoluția Franceză a fost întreruptă de la Marea Criză Economică. El a predat timp de un an în Vermont și a condus un centru comunitar din Provincetown, activând, de asemenea, ca secretar executiv al Comisiei pentru Meserii înființate de Franklin Roosevelt.
În timpul celui de-al Doilea Război Mondial, Hapgood a fost angajat de Center of Information (care a devenit mai târziu Office of Strategic Services și apoi Central Intelligence Agency) și Crucea Roșie, și a servit, de asemenea, ca ofițer de legătură între Casa Albă și Oficiul Secretarului de Stat pentru apărare. După război, Hapgood a predat la Colegiul Keystone (1945-1947), Colegiul Springfield (1947-1952), Colegiul de Stat Keene (1956-1966) și Colegiul New England (1966-1967), predând cursuri de istorie americană și universală, antropologie, economie și istoria științei.
Hapgood s-a căsătorit cu Tamsin Hughes în 1941, dar au divorțat în 1955. El a fost lovit de o mașină în Greenfield, Massachusetts, și a murit la 21 decembrie 1982.

## Inversarea polilor
În timp ce lucra la Colegiul Springfield, întrebarea unui student despre continentul pierdut Mu l-a făcut să solicite un proiect de clasă pentru a investiga continentul pierdut Atlantida, determinându-l pe Hapgood să investigheze posibilele căi prin care ar fi avut loc schimbarea masivă a reliefului terestru și împingându-l către scrierile lui Hugh Auchincloss Brown.
În 1958, Hapgood a publicat studiul The Earth's Shifting Crust care a negat existența derivei continentelor și a fost prefațat de Albert Einstein. În Maps of the Ancient Sea Kings (1966) și The Path of the Pole (1970), Hapgood a propus ipoteza că axa Pământului s-a deplasat de mai multe ori în cursul epocilor geologice. În Maps of the Ancient Sea Kings el a sprijinit sugestia realizată de Arlington Mallery că o parte din Harta lui Piri Reis a fost o descriere a zonei antarctice cunoscute ca Queen Maud Land. El s-a folosit de aceasta pentru a afirma că o schimbare a axei polilor cu 15 grade a avut loc în jurul anului 9.600 î.e.n. (aprox. acum 11.600 de ani) și că o parte a Antarcticii era lipsită de gheață la acel moment, iar o civilizație neglaciară s-ar fi aflat pe coastă. El a conchis că "Antarctica a fost cartografiată când aceste teritorii nu erau acoperite de gheață", având ca vedere că o perioadă caldă din Antarctica a coincis cu ultima eră glaciară în emisfera nordică, și că harta lui Piri Reis și alte hărți s-au bazat pe hărțile "vechi" derivate din hărți originale din era glaciară. Cercetările ulterioare cu privire la paleoclimatologie și straturile de gheață din Antarctica au discreditat complet interpretările lui Hapgood că o perioadă caldă în  Antarctica a coincis cu ultima perioadă glaciară din emisfera nordică și că orice parte a ei a fost lipsită de gheață înainte de anul 9.600 î.e.n. (aprox. acum 11600 ani).
Hapgood a examinat, de asemenea, o hartă din 1531 a matematicianului și cartografului francez Oronce Finé (alias Oronteus Finaeus). În Maps of the Ancient Sea Kings, el a reprodus scrisori pe care afirmă că le-ar fi primit de la șeful unei unități cartografice al U.S. Air Force staționate la Westover AFB în 1961. Autorii acestor scrisori susțin că, la cererea lui Hapgood, au studiat hărțile lui Piri Reis și Oronce Finé în afara orelor de program, concluzionând că ambele au fost compilate din harta originală a Antarctidei din momentul când aceasta nu era acoperită de gheață, sprijinind ipotezele lui Hapgood. Hapgood a ajuns la concluzia că harta lui Piri Reis și harta lui Oronteus Finaeus evidențiază cunoștințe cartografice avansate și trebuie să fie rezultatul unor civilizații antice necunoscute care au dezvoltat cunoașterea științifică avansată, înaintea altor civilizații cum ar fi cea grecească.
Potrivit istoricilor Paul Hoye și Paul Lunde, în timp ce activitatea lui Hapgood a avut parte de laude entuziaste pentru meticulozitatea sa, ipotezele sale revoluționare au fost primite cu scepticism și au fost ignorate de majoritatea cercetătorilor. În cartea The Piri Reis Map of 1513 Gregory C. McIntosh examinează ipotezele lui Hapgood despre ambele hărți și susține că "ele eșuează în a demonstra sau chiar a susține cu putere că harta lui Piri Reis și harta lui Fine descriu conturul actual al Antarctideithey fall short of proving or even strongly suggesting that the Piri Reis map and the Fine map depict the actual outline of Antarctica."
Interpretări neortodoxe ale lui Hapgood, cum ar fi “inversarea polilor” nu au fost niciodată acceptate ca ipoteze științifice valide, dar ideile sale au găsit popularitate în cercurile științifice marginale. Bibliotecarii Rose și Rand Flem-Ath, ca și scriitorul și fostul jurnalist Graham Hancock, își bazează porțiuni din ideile lor pe dovezile lui Hapgood despre catastrofa ce a avut loc la sfârșitul Ultimei Ere Glaciare. Ideile lui Hapgood figurează, de asemenea, în filmul SF 2012 (2009).

## Figurinele Acambaro
Hapgood și Erle Stanley Gardner au crezut că artefactele din argilă cunoscută sub numele de figurinele Acambaro au fost create cu mii de ani în urmă. Vechimea estimată, ca și realizarea artefactelor de o cultură nedescoperită au fost respinse de către arheologi și paleontologi. Figurinele, pe care majoritatea arheologilor le resping ca pe o farsă elaborată, conțin ciudățenii precum dinozauri coexistând cu bărbați și cu oameni cu coarne. În introducerea la edițiile ulterioare ale cărții lui Hapgood din 1973, Mystery in Acambaro, David Hatcher Childress a scris că Hapgood și Gardner au crezut că figurinele erau autentice și dovedeau că înțelegerea ortodoxă a disparițiwi dinozaurilor era greșită.

## Elwood Babbitt
Hapgood a petrecut zece ani lucrând cu mediumul Elwood Babbitt (n. 1922) din New England, încercând să intre în contact cu personalități marcante din trecut. Babbitt, un tâmplar pensionar și veteran al celui de-al Doilea Război Mondial, a studiat spiritismul la Association for Research and Enlightenment a lui Edgar Cayce. Hapgood a înregistrat și transcris un număr de "prelegeri în transă" ale lui Babbitt, care pretindea că ar veni de la Isus Cristos, Albert Einstein, Mark Twain și zeul hindus Vișnu, utilizând acel material audio pentru a-și publica ultimele sale trei cărți: Voices of Spirit, Through the Psychic Experience of Elwood Babbitt (1975), Talks with Christ and His Teachers Through the Psychic Gift of Elwood Babbitt (1981) și The God Within: a Testament of Vishnu, a Handbook for the Spiritual Renaissance (1982). În această perioadă, Babbitt și verișoara lui Hapgood, Beth Hapgood, au lucrat îndeaproape cu comunitatea New Age Brotherhood of the Spirit din apropiere. După moartea lui Charles Hapgood, Beth Hapgood a alcătuit un volum final cu lecturile din transă ale lui Babbitt, Dare the Vision and Endure (1997).